# 東尼·保士達
安頓·"東尼"·保士達（德語：Anton "Toni" Polster，1964年3月10日—），是一名奧地利足球运动员，司职前鋒。

## 球會生涯
保士達出身於奧地利維也納青訓系統，而他在1982年8月以18歲之齡首次在職業聯賽亮相。三個星期後，他射入了他第一個聯賽入球。他贏得了三次聯賽冠軍和國內盃賽，之後出國加盟意甲中游份子拖連奴。然後，他轉至西甲，效力西維爾、洛哥尼斯和華歷簡奴，共在西班牙渡過5年。
1990年，他獲得皮奇奇獎亞軍。1993年，他轉投德國球會科隆，因為他為球隊護級的經驗豐富，使他在翌年加盟慕遜加柏，但他們最終也降級，保士達返回奧地利效力薩爾茨堡後退休。
他被球迷們稱為“Doppelpack”，因為他在許多比賽皆攻入兩球。
2001年，保士達被選中在奧地利世紀最佳陣容。

## 國際賽生涯
1983年，保士達為奧地利U20出席1983年的世界青年錦標賽。 
他在1982年11月對土耳其比賽中首度為成年隊出賽，立即射入首個國際賽入球，並出席1990年世界杯和1998年世界杯。他共為國家隊出賽95次，射入44球。並在1996年對拉脫維亞射入第35球，之後更打破格蘭高的35球記錄，他的第94場(破記錄)國際賽是1998年7月世界杯外圍賽對意大利的比賽，而他最後一場國際賽是在2000年9月對伊朗，他在21分鐘被美亞納入替。他的出場紀錄被靴索在2002年5月打破。

## 榮譽
- 奧地利甲組聯賽 (3):
  - 1984, 1985, 1986
- 奧地利盃 (1):
  - 1986
- 奧地利甲組聯賽神射手 (1):
  - 1985, 1986, 1987 [5]

## 連結
- Official website （页面存档备份，存于）
- Profile （页面存档备份，存于）
- Career stats （页面存档备份，存于）